# 매파루앙 치앙라이 국제공항
매파루앙 치앙라이 국제공항(영어: Mae Fah Luang Chiang Rai International Airport IATA: CEI, ICAO: VTCT) 태국 치앙라이 북부 도시에 있는 공항이다.  공항은 시내 중심에서 약 8km이다. 1998년부터 태국 공항 공사 (AOT)이 관리하고 있다. 2013년에 치앙라이 국제공항은 1,000,000여명 이상의 승객과 7,000의 비행을 처리했다.
2014년에 태국 공항 공사 (AOT)는 치앙라이 국제공항을 확장할 것이라고 말했다. 이 계획에는 추가 유도로 및 더 많은 상점을 건설하는 것이 포함이 된다. 이것은 2030년에 완성될 것이라고 한다. 치앙라이 국제공항은 이전 국왕의 어머니 라마 9세 (Rama IX)의 왕위 아래에서 "매파루앙 (Mae Fah Luang)"으로 지명되었다.

## 운항노선
| 항공사               | 목적지                                                     |
| -------------------- | ---------------------------------------------------------- |
| 방콕항공             | 방콕(수완나품)                                             |
| 중국동방항공         | 쿤밍                                                       |
| 중국남방항공         | 계절편 상하이(푸둥)                                        |
| 홍콩 익스프레스 항공 | 홍콩                                                       |
| 하이난 항공          | 계절편 선전                                                |
| 녹에어               | 방콕(돈므앙)                                               |
| 쓰촨 항공            | 계절편 청두                                                |
| 타이 에어아시아      | 방콕(돈므앙), 핫야이, 쿠알라룸푸르, 마카오, 푸껫, 싱가포르 |
| 타이 라이언 에어     | 방콕(돈므앙)                                               |
| 타이 스마일 항공     | 방콕(수완나품)                                             |
| 타이 비엣젯 항공     | 방콕(수완나품), 푸껫                                       |

## 같이 보기
- 치앙라이 공항